# Semiotiek
Semiotiek of tekenleer is de studie naar de werking van tekens (semiose). Het gaat daarbij om tekens die door de mens worden gebruikt (antroposemiotiek), maar ook om tekens in het rijk van dieren (zoösemiotiek) en planten (fytosemiotiek).
De grens tussen de semiotiek en andere disciplines, met name die tussen semiotiek en taalfilosofie, was niet altijd scherp, maar de inspanningen van Thomas Sebeok en anderen hebben geleid tot een zekere afbakening van het onderzoeksgebied. Omdat semiotiek zich niet beperkt tot de studie van de symbolen waarmee natuurlijke talen worden weergegeven, staat het als discipline in feite dichter bij de geesteswetenschappen en de levenswetenschappen dan bij de taalfilosofie. Wanneer semiotiek over natuurlijke talen gaat, wordt wel gesproken van semiologie. Semiotiek als zodanig dient te worden onderscheiden van de semantiek, die zich alleen op betekenis richt.

## Geschiedenis

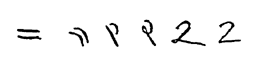
De ontwikkeling van het teken voor het cijfer 2

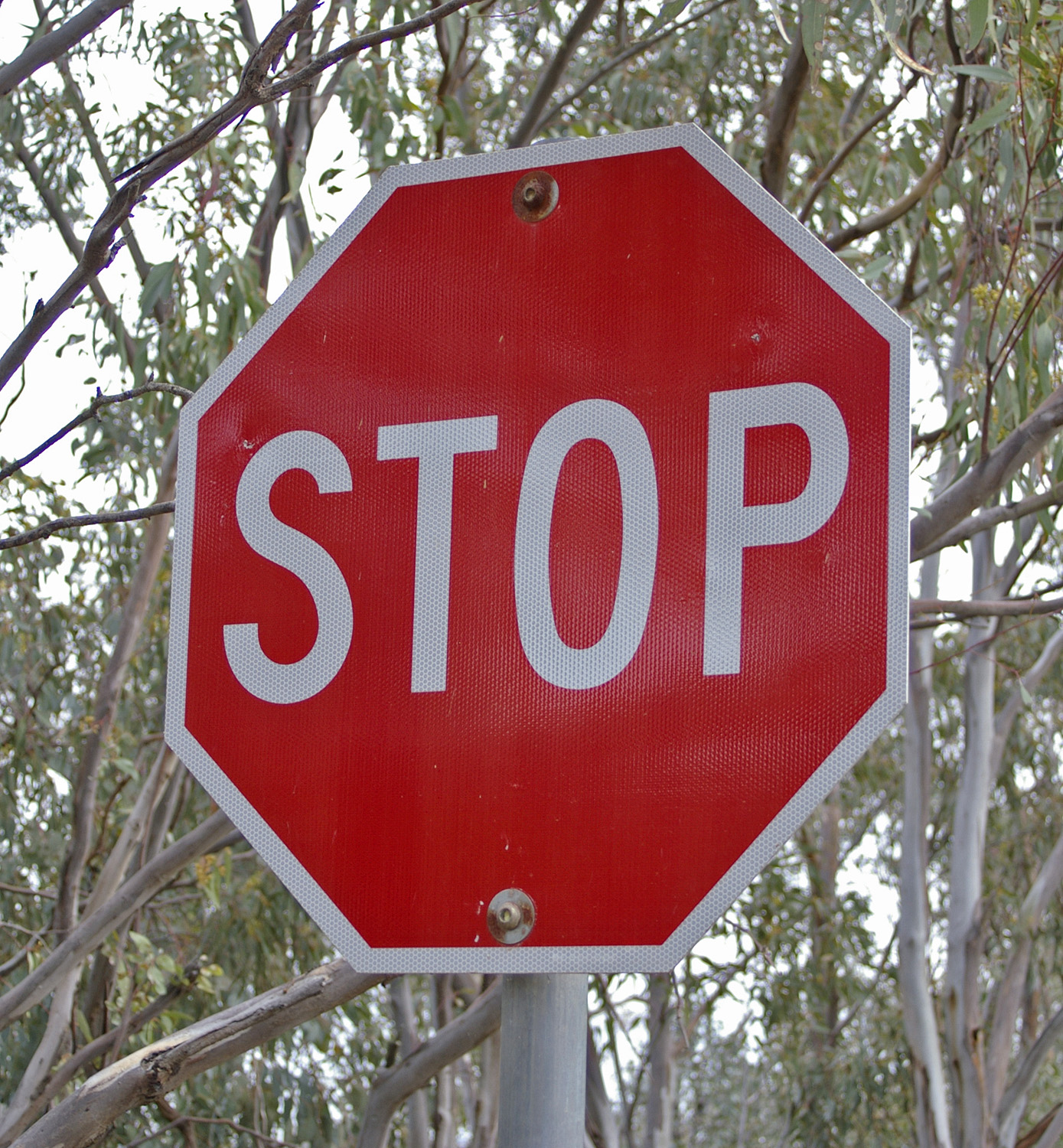
Een stopbord met letters

Een stopbord met een icoon

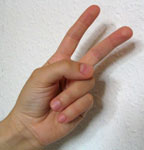
Een gebaar (het getal 2)

De term semiotiek komt voor het eerst voor bij de bekende arts Claudius Galenus (2e eeuw n.Chr.), die hem gebruikte voor de tekens waaraan ziektesymptomen kunnen worden herkend. De theorie van de tekenleer valt echter verder terug te leiden in de geschiedenis: in de westerse filosofie van de Stoa (Athene, 3e eeuw v.Chr.) onderscheidden met name Plato en Aristoteles bij woorden al de aspecten betekenisdrager (significant) en betekenis (significaat). Zie ook Klassieke semiotiek. Als theorie werd het begrip semiotiek pas ingevoerd in An Essay Concerning Human Understanding (1690) van John Locke.
Moderne ideeën omtrent de semiologie (voor de term, zie Saussure hieronder) stammen vooral van de taalkundige Ferdinand de Saussure (1857-1913), de filosoof Charles Sanders Peirce (1839-1914) en later van de antropoloog Claude Lévi-Strauss (1908-2009). Een van de bekendste moderne auteurs over semiotiek is de Italiaanse wetenschapper en schrijver Umberto Eco (1932-2016). Andere bekende namen zijn Michail Bachtin, Algirdas Greimas, Juri Lotman, Jean Baudrillard en Tzvetan Todorov.

## Teken

### Begrip
Over het begrip teken bestaan verschillende opvattingen. Men is het er niet over eens wat precies wel tot de tekens behoort en wat niet. Soms wordt het begrip uitsluitend gebruikt voor een uiting die bedoeld is als communicatiemiddel. Zo kan een bleke gelaatstint weliswaar een teken zijn van een ziekte, maar in deze galenische zin maakt het dan geen onderdeel uit van de semiotiek. In andere opvattingen is dit juist weer wel het geval. Een plotselinge afwijking in de baan van een planeet krijgt dan betekenis, er zou iets aan de hand zijn in de interplanetaire ruimte.
Beoogde tekens, die wel bedoeld zijn als communicatiemiddel, zijn bijvoorbeeld:
- letters (het tekensysteem is dan een alfabet)
- karakters (systeem: bijvoorbeeld het Chinese schrift)
- woorden (het systeem is het totale lexicon)
- morsetekens (de geluidssignalen zijn de tekens, het morsealfabet is het tekensysteem), brailletekens
- verkeersborden, pictogrammen
- gebaren
- iconen (zie hieronder)
- voorwerpen (een witte vlag, zwarte rook, een steen door de ruit, een sluier).
- geoglief, een tekening in en/of op de aarde (door middel van lijnen, paden of gebouwen en andere structuren)

### Ferdinand de Saussure
Bij de Saussure wordt een andere term gebruikt, semiologie, die nu goeddeels is vervangen door semiotiek. In zijn tekenleer wordt het teken gezien als een relatie: het is zowel een drager (de woordvorm bijvoorbeeld) als een betekende (de woordbetekenis). Die relatie is dus diadisch: er zijn twee aspecten aan het teken. Maar die relatie is voor Saussure nog niet eens de belangrijkste; belangrijker acht hij de waarde van het teken, en daarmee bedoelt hij zijn positie te midden van andere tekens. Het woord paard heeft op zichzelf geen waarde; het krijgt pas waarde in relatie tot andere dierennamen, die gezamenlijk een deel van het totale tekensysteem (de woordenschat) vormen. De waarde van het teken paard is daarmee een kwestie geworden van de distributie ervan binnen het totale tekensysteem.
Dit idee van distributie is later uitgewerkt door de taalkundige Zellig Harris.

### Charles Sanders Peirce
Ook Peirce ziet het teken als een relatie, maar dan als een triadische: er zijn drie aspecten aan, en Peirce noemt die representamen, object en interpretant. 
- Het representamen is de drager, de vorm van de betekenis.
- Het object is dat waarnaar die drager verwijst.
- De interpretant is het geheel aan conclusies, de interpretatie die we aan het teken geven.

Daarnaast maakt Peirce een geheel ander onderscheid, dat naar tekensoorten. Er zijn indexicale, iconische en symbolische tekens. Deze drie typen worden elk gekenmerkt door een andere relatie tussen het teken en hun object:
- Bij indexicale tekens verwijst het teken naar een object: rook is daarom een indexicaal teken, want het wijst erop dat er vuur is. In de taal zijn verwijswoorden een voorbeeld van indexicale tekens: daar wijst op een plaats, nu op een tijdstip.
- Bij de iconische relatie is er fysieke overeenkomst tussen teken en object: een landkaart lijkt op de weergegeven streek, de naam koekoek doet aan de roep van die vogel denken, een foto vertoont gelijkenis met het gefotografeerde. (Sinds de jaren 1980 krijgt het verschijnsel iconiciteit brede wetenschappelijke belangstelling.)
- Bij de symbolische tekens is de relatie tussen teken en object een zaak van regels, afspraken of willekeur. De meeste woorden behoren tot dit type; het is slechts een afspraak dat een vierbenig rijdier paard genoemd wordt, en niet praad.

Terwijl in de taalkunde van Saussure vooral de symbolische relatie tussen teken en object centraal staat, wordt in die van Peirce veel belang gehecht aan de indexicale en de iconische. Daarom wordt door sommige taalgeleerden ook ontkend dat semiologie en semiotiek aan elkaar gelijk zouden zijn.

### Claude Lévi-Strauss
Andere tekensystemen ontwaart de antropoloog Claude Lévi-Strauss. Hij ziet overal structuren, en daarbij gaat het erom die elementen te ontwaren, bijvoorbeeld in een samenleving, die veelbetekenend zijn; die dus tekens vormen. 
- De kleur van de kleding die men draagt, is vaak een kwestie van persoonlijke smaak. Dan is van een teken geen sprake. Is die kleding echter zwart, dan kan dat in sommige culturen onder bepaalde omstandigheden een teken zijn dat men in de rouw is. Evenzo kan een bepaalde kledinglengte niets te betekenen hebben, maar ook een uitdrukking zijn van seksuele uitdaging, of juist van ingetogenheid.

Wat een teken is en wat niet, is voor een groot deel een zaak van conventie: het al dan niet bestaan van een teken is cultureel bepaald. En aangezien tekens een structuur vormen, een tekensysteem, is het mogelijk een cultuur synchroon (in de eigen tijd) te beschouwen, los van diachrone (historische) ontwikkelingen van oorzaak en gevolg.
Ideeën die verwant zijn aan deze van Lévi-Strauss, kan men ook bij anderen terugvinden. Marx zag een sociaal-economisch tekensysteem, Freud een psychologisch.
Een gevolg van deze structurele benadering is wel dat het traditionele concept van de mens onder druk is komen te staan. De structuren van tekens leiden een eigen leven; het zijn de tekens die de mens in staat stellen zijn situatie en zijn omgeving te interpreteren. In deze visie zijn de tekens niet het product van de mens; als hij op bepaalde conventies wordt gewezen, kan hij die soms zelfs op verhitte toon ontkennen, zo onbewust is het proces. Het is veeleer de mens, de menselijke identiteit, die het product is van de tekensystemen, van de structuren waarin hij zich beweegt.
- Zelfs aan iconische symbolen, om terug te keren tot de terminologie van Peirce, kan de conventie worden aangetoond.
Een landkaart of een foto vertoont dan wel overeenkomst met het object, maar er zijn ook verschillen tussen representamen en object. Op een kaart worden bochten afgesneden, de breedte van wegen is niet op schaal, elementen worden noodzakelijkerwijze weggelaten. Deze schematisering en generalisatie berusten op conventies.
Die conventies moet de ontvanger van het teken zich eigen maken. Zo kan het gebeuren dat iemand niet in staat is een kaart te lezen of (in bijzondere, cultureel bepaalde gevallen) een foto te herkennen. De gebruiker beheerst de conventies (nog) niet.

## Deelgebieden
- Biosemiotiek is de studie van de semiotiek op biologisch niveau. Deze subdiscipline is met name uitgewerkt door Thure von Uexküll en Thomas Sebeok, en later ook Jesper Hoffmeyer en Kalevi Kull, en is voornamelijk ontwikkeld aan de Universiteit van Tartu.
- Cognitieve semiotiek is de toegepaste studie van betekenis in de neurowetenschappen, psychologie, taalkunde, kunst en filosofie. Deze subdiscipline is met name ontwikkeld aan de Deense Universiteit van Aarhus.
- Computationele semiotiek probeert het semioseproces te sturen binnen het kader van mens-computerinteractie, of bepaalde aspecten van de menselijke cognitievaardigheid te imiteren.
- Organisationele semiotiek bestudeert semiotische processen binnen organisatieverband en is nauw verwant aan de computationele semiotiek.
- Literaire semiotiek onderzoekt semiotiek in de wereld van de literatuur. Deze subdiscipline is met name uitgewerkt door Roland Barthes, Marcel Danesi en Juri Lotman.
- Ontwerpsemiotiek ofwel productsemiotiek houdt zich bezig met de betekenis van tekens bij het ontwerpen van fysieke producten.
- Wet en semiotiek
- Muzieksemiologie
- Sociale semiotiek breidt het semiotische landschap uit naar alle cultuurcodes. Dit is met name onderzocht door Roland Barthes, Michael Halliday, Bob Hodge en Christian Metz.
- Stadssemiotiek, een afgeleide van de sociale semiotiek
- Structuralisme en poststructuralisme zijn vormen van semiotiek die zijn uitgewerkt door onder andere Jacques Derrida, Michel Foucault, Louis Hjelmslev, Roman Jakobson, Jacques Lacan, Claude Lévi-Strauss en Roland Barthes.
- Theatersemiotiek, onderzocht door onder meer Keir Elam en Erika Fischer Lichte werkte een systeem uit.
- Visuele semiotiek - een subdomein binnen de semiotiek dat zich op visuele tekens richt.
- Zoösemiotiek

### Andere systemen
Andere systemen in de semiotiek beschouwen de cultuur vooral als een samenstel van teksten (Lotman), of bestuderen de sociale kanten van het tekensysteem (M.A.K. Halliday).
Het begrip semiologie wordt nog gebruikt voor het onderzoek naar muzieknotatie in de oudste handschriften van het gregoriaans.